# Ignacio Castillo
José Ignacio Castillo Álvarez (Buenos Aires, 4 novembre 1975) è un allenatore di calcio ed ex calciatore argentino di ruolo attaccante, tecnico dell'Under-20 del Santamarina.

## Biografia
Studente in economia e commercio (a pochi esami dalla laurea), ha dichiarato che a fine carriera gli piacerebbe fare il direttore sportivo.
Nella prima partita con il Bari, nel retro della maglia sceglie il diminutivo "Nacho". Come ha spiegato lui stesso, ha usato questo nome per dimenticare l'esperienza con la Fiorentina.

## Carriera

### Inizi
Inizia la carriera di calciatore nelle serie minori del campionato di calcio argentino, con una parentesi nell'Huracán.

### Arrivo in Italia e problemi di passaporto
Viene portato in Italia nel 2001 dal Brindisi, militante in Serie D, dove, con 15 gol in 23 partite, contribuisce alla promozione in Serie C2 dei biancoazzurri.
A causa della mancanza del passaporto italiano (le regole non permettevano l'ingaggio di extracomunitari a squadre di Serie C) Castillo non può rimanere nella propria squadra, ma può militare solo dalla Serie D in giù. Nella stagione seguente viene acquistato dalla Nuova Nardò, con la quale in 34 partite sigla 17 reti. Nel 2003 lascia la Puglia per la Calabria. Ingaggiato dalla Vigor Lamezia si afferma come il migliore attaccante della Serie D, in virtù dei 24 gol messi a segno in 32 partite.
Passato al Gallipoli del presidente Vincenzo Barba, con la formazione giallorossa segna parecchie reti conducendo la formazione salentina in Serie C2. Per la stagione successiva il bomber argentino ottiene il passaporto e può disputare i campionati professionistici italiani. Rimasto al Gallipoli, è protagonista di nuovo di una promozione, questa volta in Serie C1, e della vittoria dei salentini della Coppa Italia di Serie C. Nelle due stagioni gallipoline realizza 39 gol in 55 partite.

### Frosinone e Pisa
Acquistato per la stagione 2006-2007 dal Frosinone dell'allenatore Ivo Iaconi, in Serie B, colleziona 30 presenze (di cui molte non dal primo minuto), segnando 5 reti.
Nell'estate 2007 passa al Pisa neopromosso in serie cadetta, diventando il calciatore con più gol fatti in una stagione nel dopoguerra nella società toscana. Dopo aver siglato una doppietta all'esordio in trasferta contro il Bari, mette a segno 21 gol durante la stagione regolare del campionato 2007-2008, dove ha stabilito il record di reti segnate da un giocatore nerazzurro in un campionato di Serie B superando il precedente record di reti (18), detenuto da Lamberto Piovanelli.

### Lecce
Nell'agosto del 2008 è tornato nel Salento, firmando con il Lecce, suo primo club di Serie A. L'operazione costa al club circa 1,6 milioni di euro e il giocatore sottoscrive un contratto di tre anni.
Il 31 agosto 2008 fa il suo debutto in Serie A in Torino-Lecce (3-0). Segna il suo primo gol in massima serie il 14 settembre 2008, contro il ChievoVerona, nella gara vinta 2-0 dal Lecce, festeggiando così la centesima partita da professionista in Italia. In stagione totalizza 7 gol in 30 presenze, di cui una in Coppa Italia.

#### Fiorentina e Bari
Il 20 luglio 2009, per 900.000 euro, si trasferisce alla Fiorentina, con cui sottoscrive un contratto biennale. Esordisce in Champions League il 9 dicembre 2009 nella partita Liverpool-Fiorentina, vinta dai viola per 2-1.
Segna il suo unico gol in maglia viola il 10 gennaio 2010 contro il Bari, realizzando il definitivo 2-1 senza esultare e tornando a occhi lucidi a centrocampo, sfogo per le continue critiche ricevute durante la permanenza alla squadra viola; per lui la partita termina dopo dieci minuti perché espulso per un fallo da dietro a Pedro Kamata.
Il 15 gennaio 2010 si trasferisce a titolo definitivo al Bari per 1 milione di euro. Con la maglia viola ha totalizzato 120 minuti giocati con un goal all'attivo.
Fa il suo esordio in biancorosso in Genoa-Bari (1-1). Segna la sua prima rete il 7 marzo contro il ChievoVerona. Chiude la stagione con 3 gol, segnando anche contro il Siena (nella sconfitta per 3-2) e il Genoa (nella vittoria per 3-0). Il primo gol della stagione 2010-2011 arriva alla seconda giornata contro il Napoli, ed è la rete che vale il definitivo 2-2.
Il 18 gennaio 2011 ottiene anche la cittadinanza italiana.
All'inizio della stagione 2011-2012, complice il protrarsi di fastidi alle ginocchia e l'abbondanza di punte in squadra, viene messo fuori rosa. A dicembre i miglioramenti fisici dell'attaccante e l'infortunio occorso a De Paula convincono la società e il tecnico Torrente a reintegrare in rosa l'attaccante argentino. Il 28 gennaio 2012 Castillo torna al gol in Albinoleffe-Bari (0-2), dove sigla la prima rete per i biancorossi. Alla fine della stagione la società pugliese non gli rinnova il contratto e il calciatore rimane svincolato.
Il 28 ottobre 2012 si ritira dal calcio giocato con l'intenzione di intraprendere la carriera da allenatore.

### Trapani
Il 2 aprile 2013 decide di tornare al calcio giocato, firmando un contratto con il Trapani militante in Lega Pro Prima Divisione dove disputa solo tre partite e segna un goal contro il Sorrento, utile comunque a vincere il campionato. A fine stagione non rinnova l'accordo con il club siciliano.

## Statistiche

### Presenze e reti nei club
Statistiche aggiornate al 22 febbraio 2015.
| Stagione         | Squadra            | Campionato       | Campionato | Campionato | Coppe nazionali | Coppe nazionali | Coppe nazionali | Coppe continentali | Coppe continentali | Coppe continentali | Altre coppe | Altre coppe | Altre coppe | Totale | Totale |
| Stagione         | Squadra            | Comp             | Pres       | Reti       | Comp            | Pres            | Reti            | Comp               | Pres               | Reti               | Comp        | Pres        | Reti        | Pres   | Reti   |
| ---------------- | ------------------ | ---------------- | ---------- | ---------- | --------------- | --------------- | --------------- | ------------------ | ------------------ | ------------------ | ----------- | ----------- | ----------- | ------ | ------ |
| 2001-2002        | Brindisi           | D                | 23         | 15         | CI-D            | 0               | 0               | -                  | -                  | -                  | -           | -           | -           | 23     | 15     |
| 2002-2003        | Nardò              | D                | 34         | 17         | CI-D            | 0               | 0               | -                  | -                  | -                  | -           | -           | -           | 34     | 17     |
| 2003-2004        | Vigor Lamezia      | D                | 32         | 24         | CI-D            | 0               | 0               | -                  | -                  | -                  | -           | -           | -           | 32     | 24     |
| 2004-2005        | Gallipoli          | D                | 27+3       | 22+2       | CI-D            | 0               | 0               | -                  | -                  | -                  | -           | -           | -           | 30     | 24     |
| 2005-2006        | Gallipoli          | C2               | 28         | 16         | CI-C            | 7               | 5               | -                  | -                  | -                  | -           | -           | -           | 35     | 21     |
| Totale Gallipoli | Totale Gallipoli   | Totale Gallipoli | 55+3       | 39+2       |                 | 7               | 5               |                    | -                  | -                  |             | -           | -           | 65     | 46     |
| 2006-2007        | Frosinone          | B                | 30         | 5          | CI              | 1               | 0               | -                  | -                  | -                  | -           | -           | -           | 31     | 5      |
| 2007-2008        | Pisa               | B                | 40+2       | 21         | CI              | 2               | 1               | -                  | -                  | -                  | -           | -           | -           | 44     | 22     |
| 2008-2009        | Lecce              | A                | 30         | 7          | CI              | 1               | 0               | -                  | -                  | -                  | -           | -           | -           | 31     | 7      |
| 2009-gen. 2010   | Fiorentina         | A                | 6          | 1          | CI              | 0               | 0               | UCL                | 1                  | 0                  | -           | -           | -           | 7      | 1      |
| gen.-giu. 2010   | Bari               | A                | 16         | 3          | CI              | -               | -               | -                  | -                  | -                  | -           | -           | -           | 16     | 3      |
| 2010-2011        | Bari               | A                | 14         | 1          | CI              | 1               | 0               | -                  | -                  | -                  | -           | -           | -           | 15     | 1      |
| 2011-2012        | Bari               | B                | 14         | 1          | CI              | 0               | 0               | -                  | -                  | -                  | -           | -           | -           | 14     | 1      |
| Totale Bari      | Totale Bari        | Totale Bari      | 44         | 5          |                 | 1               | 0               |                    | -                  | -                  |             | -           | -           | 45     | 5      |
| apr.-giu. 2013   | Trapani            | 1D               | 3          | 0          | CI+CI-LP        | -               | -               | -                  | -                  | -                  | -           | -           | -           | 0      | 0      |
| Giugno 2013-??   | Shakhter Karagandy | KPL              | ?          | ?          | CDK             | ?               | ?               | UCL + UEL          | ?                  | ?                  | -           | -           | -           | -      | -      |
| Totale carriera  | Totale carriera    | Totale carriera  | 295+5      | 133+2      |                 | 12              | 6               |                    | 1                  | 0                  |             | -           | -           | 313    | 141    |

## Palmarès

### Competizioni nazionali
- Lega Pro Prima Divisione: 1

Trapani: 2012-2013
- Serie C2: 1

Gallipoli: 2005-2006
- Serie D: 3

Brindisi: 2001-2002
Gallipoli: 2004-2005
- Coppa Italia Serie C: 1

Gallipoli: 2005-2006